# يوتابايت
اليوتابايت YB كلمة تتكون من مقطين يوتا وتعني مليون مليار مليار (سيبتليون) 1000000000000000000000000 (24 صفر) وبايت، اليوتابايت هي وحدة قياس لسعة التخزين في الكمبيوتر.

## سعة اليوتابايت
- علمياً يساوي 1024 يساوي 1000000000000000000000000 بايت (1000 زيتابايت).[3]
- ثنائياً يساوي 280 يساوي 1,208,925,819,614,629,174,706,176 بايت (1024 زيتابايت)

إحدى نظريات اقرار واحد يوتا بايت
•	لو تم إنشاء فيديو يوتيوب يظهر الأرض من لحظة خلقها حتى الآن (حوالي 4.5 مليار سنة)
تقريبا 210 نسخة من ذلك الفيديو تعادل واحد يوتابايت
•	إذا تم صنع (ايبود) سعته واحد يوتابايت، حوالي 141 *(1,000,000,000,000,000) أغنية (5 دقائق لكل أغنية) يمكن تحميلها إليه
• يتطلب – تقريباً - 86 تريليون سنة لتحميل واحد يوتابايت باستخدام التكنولوجيا الحديثة المتوفرة لدينا (حتى عام 2008)، ومحتويات مكتبة
الكونغرس لا تستهلك سوى 10 تيرا بايت.
•	تكلفة ذاكرة واحد يوتابايت تقدر بحوالي $289,990,000,000,000 حسب أسعار عام 2008
واحد يوتابايت يمكن ان تحمل 50,000,000,000 سنة من الفيديوهات بجودة Dvd

## طالع كذلك
| - بت. - بايت. - كيلوبايت. | - ميغابايت. - جيغابايت. - تيرابايت. - بيتابايت. | - إكسابايت. - زيتابايت. |